# Swan Valley
 (signalé en mai 2025).
Si vous disposez d'ouvrages ou d'articles de référence ou si vous connaissez des sites web de qualité traitant du thème abordé ici, merci de compléter l'article en donnant les références utiles à sa vérifiabilité et en les liant à la section « Notes et références ».
- Archive Wikiwix
- Bing
- Cairn
- DuckDuckGo
- E. Universalis
- Gallica
- Google
- G. Books
- G. News
- G. Scholar
- Persée
- Qwant
- (zh) Baidu
- (ru) Yandex
- (wd) trouver des œuvres sur Wikidata

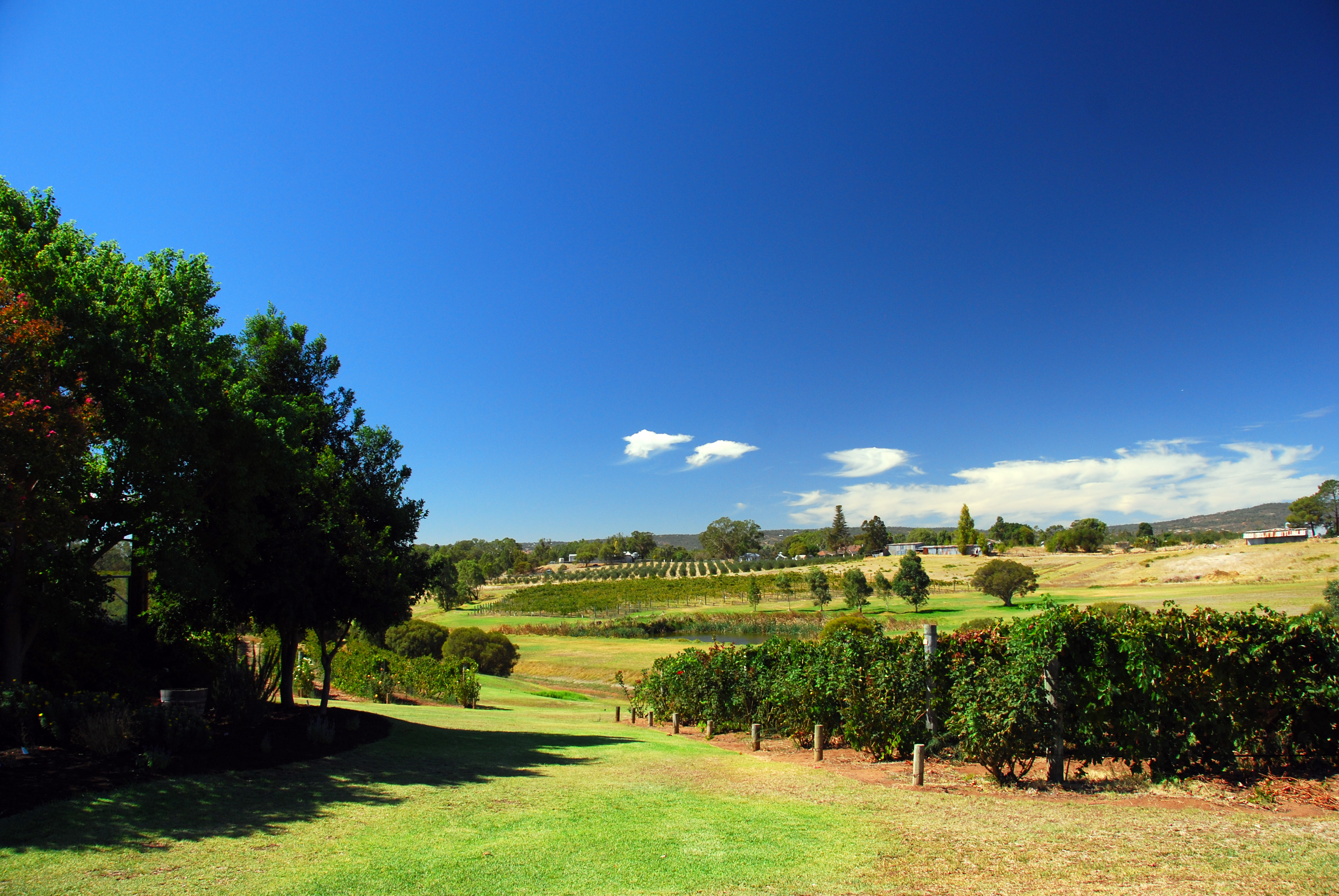
La Swan Valley.

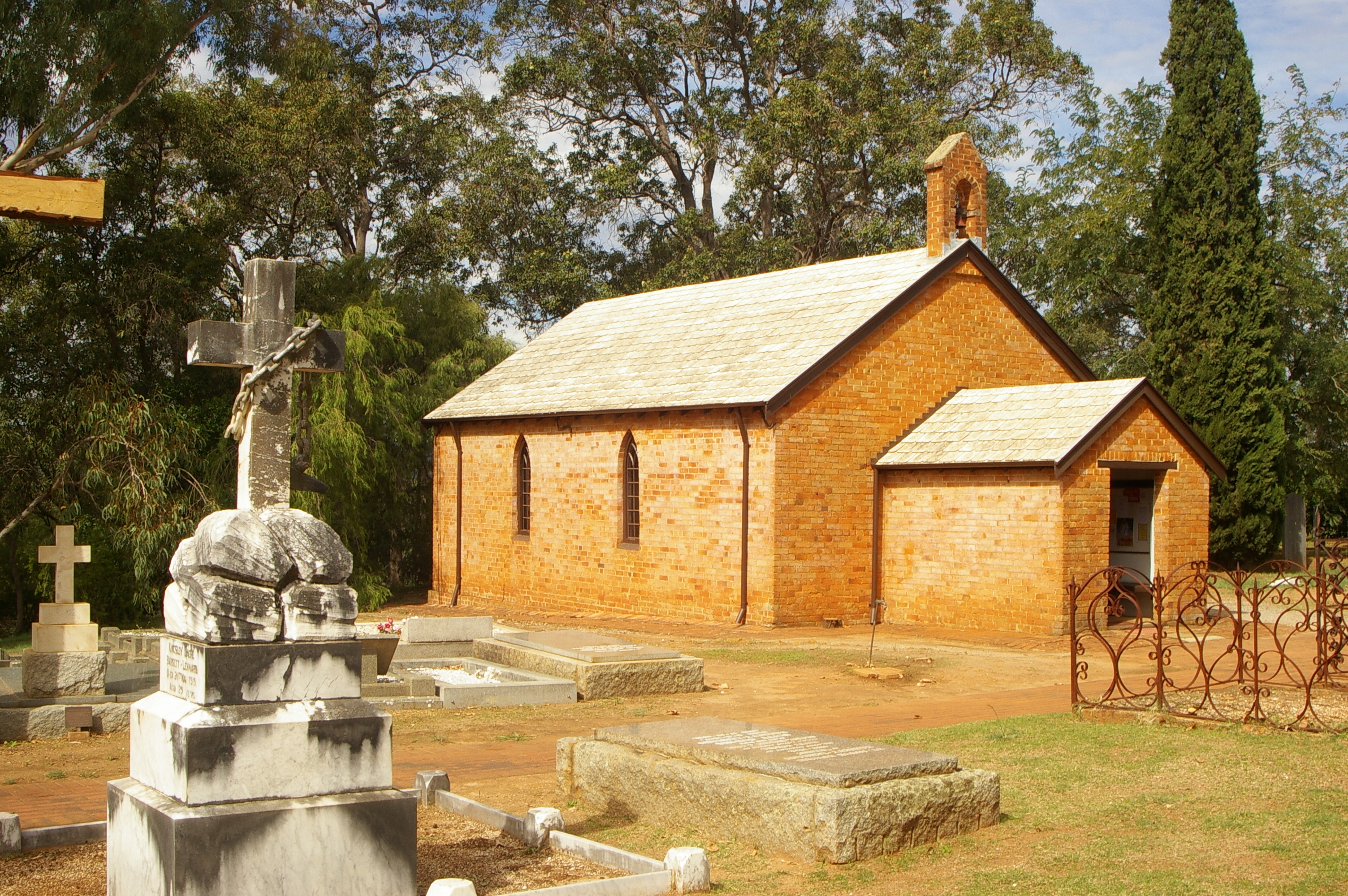
Église de Tous les Saints

La Swan Valley est une région située autour du cours supérieur du fleuve Swan entre Guilford et Rapids Bells en Australie-Occidentale. Elle est bordée à l'est par l'escarpement Darling. Les Jane Brook et Ellen Brook coulent dans la région et se jettent  dans le Swan. La région est découpée en 14 secteurs dont Herne Hill, Baskerville, Henley Brook, Caversham, Upper Swan, Brigadoon et Whiteman; elle fait partie de la zone d'administration locale de Cité de Swan. 

## Histoire
La région a été explorée en 1827 par le capitaine James Stirling qui deviendra plus tard gouverneur de la colonie de la rivière Swan. Stirling a été tellement impressionné par la région, qu'il a écrit dans son journal : 

« ...La richesse du sol, le feuillage aux couleurs vives des arbustes, la majesté des arbres environnants, les rives abruptes, la couleur parfois rouge de la rivière et la vue sur les montagnes bleues dont nous n'étions pas très éloignés, a donné de cet endroit une beauté que je n'avais jamais vu ... »

Lorsque Stirling revint pour créer la colonie en 1829, il créa trois points d'implantation: le port de Fremantle, Perth comme centre principal commercial et politique et Guildford à l'extrémité sud de la région de la Swan Valley. Les descendants de bon nombre des premières familles habitent toujours la région. Dans les dix premières années d'implantation, deux des plus anciennes églises de Perth ont été construites : St. Mary's Church à Middle-Swan, suivie par l'église de Tous les Saints, à Henley Brook construite sur le site du camp de Stirling en 1827. St. Mary's a été reconstruite en 1869 mais l'église de tous les Saints conserve sa structure d'origine et est donc la plus ancienne église de Perth encore debout. 

## Description
The Swan Valley est réputée pour son sol fertile, ce qui est peu fréquent dans la région de Perth, et la récente expansion du tourisme due aux points d'intérêts de la région. Il s'agit notamment de nombreux domaines viticoles, comme l'énorme complexe de Houghtons, le plus grand producteur de l'État, Sandalfords mais aussi de nombreuses petites propriétés. Il existe également plusieurs micro-brasseries et des distilleries de rhum. La Swan Valley est desservie par une petite route le long de laquelle on trouve tout au long de l'année les étals des producteurs locaux. Raisins, melons, asperges, fruits à noyau, agrumes et fraises sont cultivés et vendus dans la Swan Valley. 
Ces dernières années, la Swan Valley a attiré une chocolaterie, des torréfacteurs de café, des apiculteurs, une ferme produisant de la lavande, une oliveraie, un élevage de chèvres, des fabriques de fromage, des producteurs de fruits secs et de nombreux restaurants et cafés. 
Au cours du mois d'octobre a lieu le week-end « Printemps dans la vallée » : c'est l'une des plus grands fêtes du vin et de la cuisine en Australie.